# Sekundærrute 545
De Sekundærrute 545 is een secundaire weg in Denemarken. De weg loopt van Vesterby via Hurup naar Nykøbing Mors. De Sekundærrute 545 loopt door Noord-Jutland en is ongeveer 33 kilometer lang.